# Muskogee, Oklahoma
Muskogee är en stad (city) i Muskogee County i delstaten Oklahoma i USA. Staden hade 36 878 invånare, på en yta av 115,21 km² (2020). Muskogee är administrativ huvudort (county seat) i Muskogee County. Den är delstatens 13:e största stad.

## Kända personer från Muskogee
- Barney Kessel, gitarrist
- Carrie Underwood, sångerska
- Ed Edmondson, politiker
- Reubin Askew, politiker